# Spiccato
Spiccato (wym. spikkato; wł. urywając) jest techniką artykulacji w grze na instrumentach smyczkowych i polega na specjalnie ostrym i krótkim pociąganiu smyczkiem przy każdej nucie ze zmianą kierunku smyczka; inaczej jest to ostre staccato. Jest to równocześnie jeden z rodzajów techniki smyczkowania. W zapisie nutowym sposób ten zaznaczony jest pionowymi klinami nad nutami.